# Wendel von Gemmingen
Wendel von Gemmingen († 1486) entstammte dem Ast der Velscher der Freiherren von Gemmingen. Er war 1452 pfälzischer Hofkammermeister und später Fauth.

## Leben
Er war einer der Söhne des Ravan von Gemmingen. 1436 scheint er für den geistlichen Stand vorgemerkt worden zu sein, in den er jedoch wohl nicht eintrat. 1451 und 1452 erscheint er unter denjenigen Adligen, die forderten, dass Pfalzgraf Friedrich I. seinen Neffen Philipp an Kindes statt annehmen solle. 1454 war er mit Konrad von Gemmingen Beisitzer eines Gerichts über die Streitigkeiten des Pfalzgrafen Friedrich mit den Herren von Lichtenberg. Als Dank für seine treuen Dienste erhielt er ein Lehen von 1000 Gulden auf den Zoll von Kaub. Er besaß auch die Hälfte von Stebbach als pfälzisches Lehen, gab dies jedoch an die Pfalz zurück. Er starb 1486 und wurde in Gemmingen begraben.

## Familie
Er war mit einer Dame aus der Familie von Mühlenhofen verheiratet.